# WTA Challenger de La Bisbal d'Empordà
O WTA Challenger de La Bisbal d'Empordà – ou Open Internacional Femení Solgironès, atualmente – é um torneio de tênis profissional feminino, de nível WTA 125.
Realizado em La Bisbal d'Empordà, no nordeste da Espanha, estreou em 2023. Os jogos são disputados em quadras de saibro durante o mês de abril.

## Finais

### Simples
| Ano  | Campeã              | Vice-campeã     | Resultado     |
| ---- | ------------------- | --------------- | ------------- |
| 2025 | Darja Semeņistaja   | Dalma Gálfi     | 5–7, 6–0, 6–4 |
| 2024 | María Lourdes Carlé | Rebeka Masarova | 3–6, 6–1, 6–2 |
| 2023 | Arantxa Rus         | Panna Udvardy   | 7–62, 6–3     |

### Duplas
| Ano  | Campeãs                          | Vice-campeãs                      | Resultado |
| ---- | -------------------------------- | --------------------------------- | --------- |
| 2025 | Magali Kempen Anna Sisková       | Darja Semeņistaja Nina Stojanović | 7–61, 6–1 |
| 2024 | Miriam Kolodziejová Anna Sisková | Tímea Babos Dalma Gálfi           | w.o.      |
| 2023 | Caroline Dolehide Diana Shnaider | Aliona Bolsova Rebeka Masarova    | 7–65, 6–3 |